# Marek Kałużyński
Marek Kałużyński (ur. 15 maja 1975 w Warszawie) – polski aktor teatralny i filmowy.
W 2001 ukończył studia na wydziale aktorskim PWSFTviT w Łodzi. Od 2002 aktor Teatru im. Stefana Jaracza w Łodzi. Współpracuje z Teatrem Bagatela w Krakowie.

## Filmografia
- 2002: M jak miłość – klient w wypożyczalni Zduńskich (odc. 110)
- 2002: Na dobre i na złe – Mateusz, miłość Ewy (odc. 113 Ostatnie słowo)
- 2003–2005: Sprawa na dziś – operator Wojtek
- 2004: Na dobre i na złe – ortopeda Remek (odc. 181 Trudne wyzwanie, odc. 192 Błąd Leny)
- 2004: Talki z resztą – Leszek Talko
- 2005: Bulionerzy – „Miki” (odc. 47 Menago)
- 2005: Egzamin z życia – szef supermarketu (odc. 15)
- 2005: Pensjonat pod Różą – Bartek Wierzejewski (odc. 42 Mezalians. Część I, odc. 43 Mezalians. Część II)
- 2005–2006: Warto kochać – Jacek Foss, współpracownik Tomasza
- 2006: Kto nigdy nie żył… – furtian
- 2006–2007: Pogoda na piątek – Marek, przyjaciel i współpracownik Artura
- 2007–2008: Samo życie – Zbigniew Karski (lub Dobrucki – w różnych odcinkach padają różne nazwiska), ojciec Julii i Wojciecha, siostrzeńców Olgierda Zięby
- 2008: Czas honoru – ksiądz Bernard, przyjaciel Ryszkowskiego (odc. 4 Przysięga, odc. 15 Na Serbii, odc. 16 Oficer z Berlina)
- 2009: Blondynka jako redaktor (odc. 6)
- 2009: Dom nad rozlewiskiem jako ksiądz Karol
- 2010: Miłość nad rozlewiskiem jako ksiądz Karol
- 2010: Usta usta jako Wojciech (odc. 23)
- 2011: Życie nad rozlewiskiem jako ksiądz Karol
- 2011: Hotel 52 jako Van Den Rhode (odc. 50)
- 2012: Prawo Agaty jako developer (odc. 16)
- 2012: Paradoks jako lekarz z karetki (odc. 12)
- 2012: Nad rozlewiskiem jako ksiądz Karol
- 2013: Komisarz Alex jako Paweł Jaworski (odc. 27)
- 2013: Cisza nad rozlewiskiem jako ksiądz Karol
- 2018: Pensjonat nad rozlewiskiem jako ksiądz Karol

## Role teatralne
W Teatrze im. Stefana Jaracza w Łodzi:
- 2001: Amadeus – Antonio Salieri
- 2001: Romeo i Julia – Merkucjo
- 2002: Merylin Mongoł – Aleksiej
- 2004: Śmierć komiwojażera – Bernard
- 2006: Iwanow – Mikołaj Aleksiejewicz Iwanow
- 2007: Ślub – Henryk
- 2008: Balkon – Generał
- 2012: Król Ryszard III – Ryszard

W Teatrze Bagatela im. Tadeusza Boya-Żeleńskiego w Krakowie:
- 2006: Hedda Gabler – sędzia Brack
- 2011: Boeing, Boeing – Maks

## Nagrody
- 2001: Nagroda Dziennikarzy Łódzkich Mediów oraz Nagroda Jana Machulskiego za rolę Salieriego w „Amadeuszu” na XIX Festiwalu Szkół Teatralnych w Łodzi.

## Życie prywatne
Aktor jest żonaty, ma syna Antoniego Jana i córkę Mariannę Zofię. Mieszka w Warszawie.